# Бомонт ан Бен
Бомонт ан Бен (фр. Beaumont-en-Beine) насеље је и општина у североисточној Француској у региону Пикардија, у департману Ен (Пикардија) која припада префектури Лаон.
По подацима из 2011. године у општини је живело 166 становника, а густина насељености је износила 30,68 становника/km². Општина се простире на површини од 5,41 km². Налази се на средњој надморској висини од 100 метара (максималној 147 m, а минималној 72 m).

## Демографија
| 1962. | 1968. | 1975. | 1982. | 1990. | 1999. | 2011. |
| ----- | ----- | ----- | ----- | ----- | ----- | ----- |
| 106   | 127   | 128   | 157   | 138   | 137   | 166   |

График промене броја становника у току последњих година